# Saint-Hilaire-la-Palud
Saint-Hilaire-la-Palud è un comune francese di 1 637 abitanti situato nel dipartimento delle Deux-Sèvres nella regione della Nuova Aquitania.

## Società

### Evoluzione demografica
Abitanti censiti